# ISO 216
| Formate C | Formate C  |
| --------- | ---------- |
| C0        | 917 × 1297 |
| C1        | 648 × 917  |
| C2        | 458 × 648  |
| C3        | 324 × 458  |
| C4        | 229 × 324  |
| C5        | 162 × 229  |
| C6        | 114 × 162  |
| C7/6      | 81 × 162   |
| C7        | 81 × 114   |
| C8        | 57 × 81    |
| C9        | 40 × 57    |
| C10       | 28 × 40    |
| DL        | 110 × 220  |

| Formate B | Formate B   |
| --------- | ----------- |
| B0        | 1000 × 1414 |
| B1        | 707 × 1000  |
| B2        | 500 × 707   |
| B3        | 353 × 500   |
| B4        | 250 × 353   |
| B5        | 176 × 250   |
| B6        | 125 × 176   |
| B7        | 88 × 125    |
| B8        | 62 × 88     |
| B9        | 44 × 62     |
| B10       | 31 × 44     |

| Formate A | Formate A  |
| --------- | ---------- |
| A0        | 841 × 1189 |
| A1        | 594 × 841  |
| A2        | 420 × 594  |
| A3        | 297 × 420  |
| A4        | 210 × 297  |
| A5        | 148 × 210  |
| A6        | 105 × 148  |
| A7        | 74 × 105   |
| A8        | 52 × 74    |
| A9        | 37 × 52    |
| A10       | 26 × 37    |

ISO 216 este un standard care specifică mărimile formatelor de hârtie folosite de majoritatea țărilor, printre care și România. Cel mai comun format este A4.

## Formatele A
Formatele din seria A au raportul dintre lungime și lățime {\displaystyle {\sqrt {2}}}, acestea fiind rotunjite la cel mai apropiat număr întreg. A0 a fost definit ca având suprafața de 1m2. Formatele următoare sunt aproximativ jumătate din formatul precedent, ca suprafață. Formatul cel mai folosit în America de Nord, Letter (8½ × 11 inch, 216 × 279 mm), este aproximativ cât A4.

## Formatele B
Formatele B sunt media geometrică dintre un format A corespondent ca număr și formatul A imediat următor mai mare. Spre exemplu, lungimea formatului B1 este media geometrică dintre lungimea A1 și lungimea A0.

Formatele A

{\displaystyle B1={\sqrt {A1\cdot A0}}}
B0 are dimensiunile 1m și {\displaystyle {\sqrt {2}}} m.

## Formatele C
Formatele C sunt media geometrică dintre formatele B cu același număr și formatele A cu același număr. Spre exemplu, lățimea formatului C3 este media geometrică dintre lățimea B3 și lățimea A3.
{\displaystyle C3={\sqrt {A3\cdot B3}}}
Formatele C sunt folosite pentru plicuri. Un format A4 intră într-un plic de mărime C4.

## Toleranțe
Toleranțele specificate în standard sunt:
- ±1.5 mm pentru dimensiuni până la 150 mm,
- ±2 mm pentru dimensiuni între 150 și 600 mm,
- ±3 mm pentru dimensiuni peste 600 mm.